# 이즈미오쓰시립 에비스 소학교

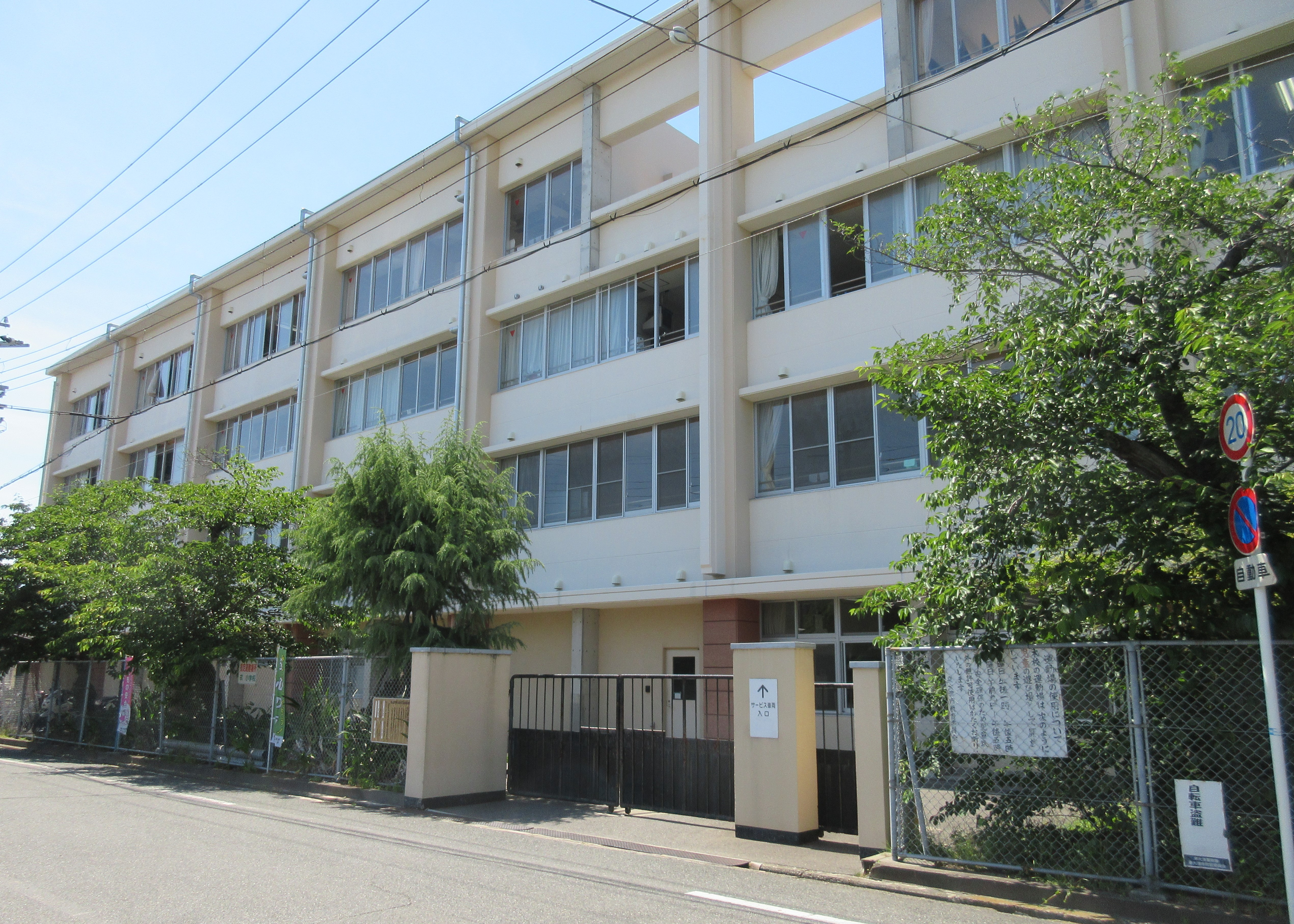
이즈미오쓰시립 에비스 소학교

이즈미오쓰시립 에비스 소학교(泉大津市立戎小学校)는 일본 오사카부 이즈미오쓰시 소재 공립 소학교이다.